# John Barwa
John Barwa SVD (ur. 1 czerwca 1955 w Gaibira) – indyjski duchowny katolicki, arcybiskup Cuttack-Bhubaneswar od 2011.

## Życiorys

### Prezbiterat
Święcenia kapłańskie otrzymał 14 kwietnia 1985. Po rocznym stażu wikariuszowskim został wicedyrektorem centrum duszpasterskiego w Jharsuguda, zaś w 1990 podjął studia specjalistyczne z liturgiki na rzymskim Anselmianum. W 1993 powrócił do kraju i wykładał liturgikę w Sanson. W 1996 został wiceprowincjałem, zaś trzy lata później przełożonym wschodnioindyjskiej prowincji werbistów. Był także przewodniczącym konferencji indyjskich zgromadzeń zakonnych.

### Episkopat
4 lutego 2006 został mianowany biskupem koadiutorem diecezji Rourkela. Sakry biskupiej udzielił mu 19 kwietnia 2006 arcybiskup Ranchi - kard. Telesphore Toppo. Rządy w diecezji objął 2 kwietnia 2009, po przejściu na emeryturę poprzednika.
11 lutego 2011 papież Benedykt XVI mianował go arcybiskupem Cuttack-Bhubaneswar.